# Лејк Гроув (Њујорк)
Лејк Гроув (енгл. Lake Grove) град је у америчкој савезној држави Њујорк.

## Демографија
По попису из 2010. године број становника је 11.163, што је 913 (8,9%) становника више него 2000. године.
| Група             | 2000.         | 2010.         |
| Белци             | 8.990 (87,7%) | 9.205 (82,5%) |
| Афроамериканци    | 148 (1,4%)    | 242 (2,2%)    |
| Азијати           | 505 (4,9%)    | 745 (6,7%)    |
| Хиспаноамериканци | 496 (4,8%)    | 866 (7,8%)    |
| Укупно            | 10.250        | 11.163        |